# Ivette (manzana)
Ivette es una variedad cultivar de manzano (Malus domestica). 
Criado en 1950 por A.A. Schaap en el Instituto de Fitomejoramiento Hortícola, Wageningen, Países Bajos. Introducido en 1966. Las frutas son crujientes, dulces, subacidas con un sabor aromático.

## Historia
'Ivette' es una variedad de manzana, desarrollada por el cruce de Cox's Orange Pippin x Golden Delicious  en 1950, en el "A. A. SchaapInstitut Voor de Veredeling van Tuinbouwgewassen" (Instituto de Fitomejoramiento Hortícola), Wageningen, Países Bajos, introducido en 1966.
'Ivette' se cultiva en la National Fruit Collection con el número de accesión: 1966-045 y Accession name: Ivette.

## Características

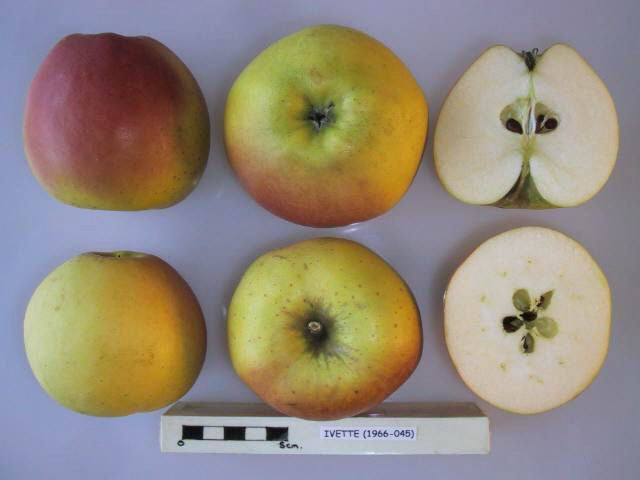
La Manzana 'Ivette' seccionada.

'Ivette' árbol de extensión vertical, de vigor moderado. Tiene un tiempo de floración que comienza a partir del 10 de mayo con el 10% de floración, para el 13 de mayo tiene una floración completa (80%), y para el 21 de mayo tiene un 90% caída de pétalos.
'Ivette' tiene una talla de fruto de medio a grande; forma oblonga; con nervaduras medias; epidermis con color de fondo amarillo dorado, a veces con un rubor rojizo pálido en la cara expuesta al sol, algo de "russeting" (pardeamiento áspero superficial que presentan algunas variedades) muy bajo. La carne es crujiente. Con sabor a miel.
Su tiempo de recogida de cosecha se inicia a principios de octubre. En almacenamiento en frío no se mantiene tres meses en cámara frigorífica.

## Usos
Una buena manzana de uso de postre fresca en mesa.

## Ploidismo
Auto estéril. Grupo de polinización: D, Día 13. Las flores duran mucho tiempo y producen polen altamente viable; bueno como fuente de polinización para otras variedades dentro de su grupo.